# Sarah Zierul

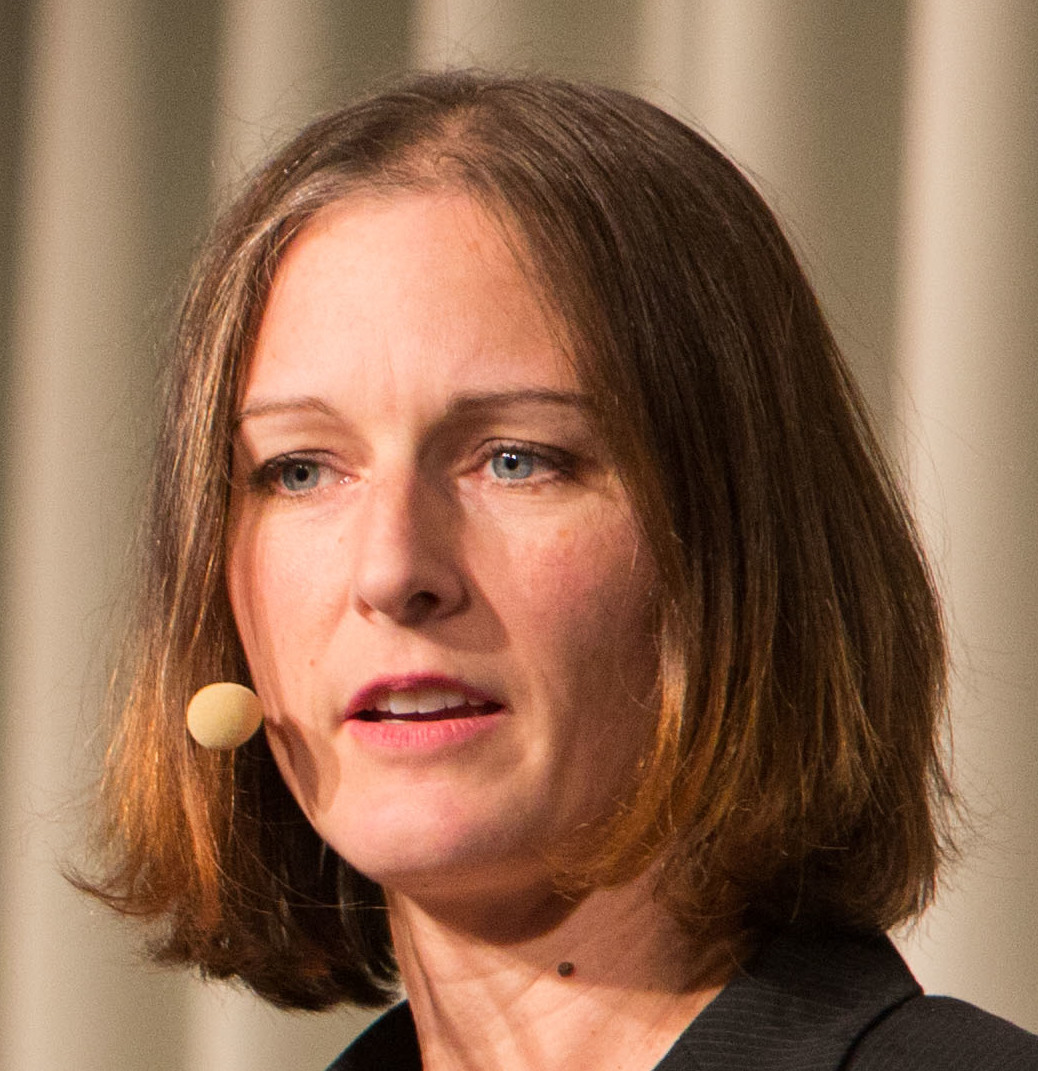
Sarah Zierul, 2017

Sarah Zierul (* 1978 in Düsseldorf) ist eine deutsche Journalistin und Dokumentarfilmerin.

## Leben und Wirken
Sarah Zierul studierte von 1997 bis 2002 Politik- und Filmwissenschaften in Köln und Málaga. Anschließend absolvierte sie ein Volontariat beim NDR in Hamburg.
Sarah Zierul arbeitet als Autorin, Regisseurin und Produzentin für Fernsehdokumentationen und Magazinbeiträge für Sendungen wie W wie Wissen, Quarks & Co, Monitor, Kulturjournal, Mare TV, Abenteuer Wissen, X:enius und ZDFzoom in ARD, WDR, NDR, ZDF und ARTE. Sie arbeitete an mehreren Filmen zum Thema Tiefsee. Ihr Film Wem gehört das Meer? für die WDR-Sendereihe „die story“ wurde national und international mit mehreren Preisen ausgezeichnet.
Seit 2015 ist Sarah Zierul Mitgeschäftsführerin der Längengrad Filmproduktion in Köln.

## Auszeichnungen
- 2008: DUH-Umwelt-Medienpreis für Wem gehört das Meer?
- 2009: Axel-Springer-Preis für junge Journalisten, Kategorie „Herausragende Leistungen“ für Wem gehört das Meer?
- 2009: Erster Preis des Atlantis Natur- und Umweltfilmfests Wiesbaden für Wem gehört das Meer – Wettlauf um die letzten Rohstoffe als „Bester Film“
- 2009: Preis für die beste Dokumentation beim Filmfestival „Water, Sea and The Oceans“ in Prag für Wem gehört das Meer?
- 2009: Preis für die beste politische Dokumentation beim 35. Ekofilm Festival in Tschechien für Wem gehört das Meer? – Wettlauf um die letzten Rohstoffe
- 2009: Umweltpreis des 26. internationalen Filmfestivals „Agrofilm“ in Nitra/Slowakei für Wem gehört das Meer? – Wettlauf um die letzten Rohstoffe
- 2010: Hauptpreis für den besten Wissenschaftsfilm beim „ekotopfilm“ Slowakei für Wem gehört das Meer?
- 2010: Intermedia Globe Gold und Global Awareness Award des WorldMediaFestival Hamburg für Wem gehört das Meer?
- 2013: Bester ökologischer Film des Internationalen Naturfilmfestivals Green Screen Eckernförde für Dschungel unter Wasser
- 2013: Journalistenpreis „Wirtschaft vor Ort“ der Genossenschaftsbanken in Rheinland und Westfalen für Billig. Billiger. Banane[3]

## Werke

### Filme und Fernsehbeiträge
- 2003: Brustkrebs durch zu viel Licht? (W wie Wissen)
- 2004: Mythos Olympia (Mitarbeit, WDR/Arte)
- 2005: Bernhard Grzimek – eine deutsche Legende (Mitarbeit, ZDF)
- 2005: Wenn der Kompass plötzlich nach Süden zeigt (W wie Wissen)
- 2007: Das Stasi-Puzzle (W wie Wissen)
- 2007: Unfall im Eiswasser (W wie Wissen)
- 2007: Die Zukunft der Meere: zu warm, zu hoch, zu sauer (Monitor)
- 2007: Klimakiller Mensch – Ist die Erde noch zu retten? (Mitarbeit, WDR/ARD)
- 2008: Schatzsuche in der Tiefsee (WDR)
- 2009: Wem gehört das Meer? Wettlauf um die letzten Rohstoffe / Goldrausch in der Tiefsee (WDR/Arte)
- 2010: Hüfte mit Sollbruchstelle (W wie Wissen)
- 2011: Andalusien – An der Küste des Lichts (MareTV)
- 2011: Endstation Gorleben? Der Streit um den Atommüll (WDR)
- 2012: Dschungel unter Wasser. Das geheimnisvolle Leben im Baggersee (WDR/Arte)
- 2012: Bienen in Paris (W wie Wissen)
- 2013: Billig. Billiger. Banane. Ein Lebensmittel wird verramscht (ARD)
- 2013: Piloten am Limit (ZDFzoom)
- 2014: mit Valerie Henschel: Patienten im Abseits (ZDFzoom)
- 2014: Wenn Stress das Herz krank macht (W wie Wissen)
- 2016: Mode schlägt Moral. Wie fair ist unsere Kleidung? (ARD/WDR)

### Schriften
- Der Havanna-Klub. Vom Einfluss der Exilkubaner auf die amerikanische Außenpolitik. Müller, Saarbrücken 2008, ISBN 978-3-8364-5795-8.
- Der Kampf um die Tiefsee. Wettlauf um die Rohstoffe der Erde. Hoffmann und Campe, Hamburg 2010, ISBN 978-3-455-50169-8.
- Am Puls der Erde. Naturkatastrophen verstehen. Wachholtz, Neumünster 2012, ISBN 978-3-529-05437-2.
- Billig. Billiger. Banane. Wie unsere Supermärkte die Welt verramschen. Oekom, München 2015, ISBN 978-3-86581-709-9.